# St. Croix Falls (Wisconsin)
Pour les articles homonymes, voir St. Croix Falls.
St. Croix Falls est une ville américaine située dans le comté de Polk, au Wisconsin. Selon le recensement de 2010, sa population est de 2 133 habitants.